# Crónica de Galicia y Volinia
La Crónica de Galicia y Volinia (en ucraniano: Галицько-Волинський літопис) es un registro histórico que comprende la etapa de 1201–1292 en la historia del Principado de Galicia-Volinia (Ucrania). La crónica original no sobrevivió; la copia conocida más antigua es el Códice de Hipacio. El compilador de la crónica intentó justificar la reclamación de Galicia sobre el Principado de Kiev. La primera parte de la crónica (Crónica de Daniel de Galicia) fue escrita en Chełm (Jolm) y posiblemente por un boyardo, Dionisi Pávlovich (Діонісій Павлович).
La crónica fue publicada en inglés, con índice y anotaciones, por George A. Perfecky. Más adelante, Daniel Clarke Waugh publicó una revisión de esta edición.